# Grammy Award for Best Female Rock Vocal Performance
Der Grammy Award for Best Female Rock Vocal Performance, auf Deutsch Grammy-Preis für die beste weibliche Gesangsdarbietung – Rock, ist ein Musikpreis, der seit 1980 bei den jährlich stattfindenden Grammy Awards verliehen wird. Seit 2005 wurde die Kategorie mit dem Grammy Award for Best Male Rock Vocal Performance zusammengelegt zum Grammy Award for Best Rock Vocal Performance, Solo, der seit 2005 Grammy Award for Best Solo Rock Vocal Performance heißt.

## Hintergrund und Geschichte
Die seit 1958 verliehenen Grammy Awards (eigentlich Grammophone Awards) werden jährlich in zahlreichen Kategorien von der National Academy of Recording Arts and Sciences (NARAS) in den Vereinigten Staaten von Amerika vergeben, um künstlerische Leistung, technische Kompetenz und hervorragende Gesamtleistung ohne Rücksicht auf die Album-Verkäufe oder Chart-Position zu ehren.
Der ursprünglich als Grammy Award for Best Rock Vocal Performance, Female bezeichnete Preis wurde erstmals 1980 an die Sängerin Donna Summer vergeben, 1995 wurde er in Best Female Rock Vocal Performance umbenannt.
In den Jahren 1988, 1992 und 1994 sowie seit 2005 durchgehend wurde die Kategorie mit dem Grammy Award for Best Male Rock Vocal Performance zum Grammy Award for Best Rock Vocal Performance, Solo zusammengeführt, der von 2005 bis 2011 Grammy Award for Best Solo Rock Vocal Performance hieß und unabhängig vom Geschlecht der Musiker vergeben wurde. Die Zusammenlegung wurde mehrfach kritisiert, vor allem da häufig gar keine Frauen für den Preis nominiert wurden. Die NARAS begründete die Zusammenlegung mit dem Fehlen auszeichnungswürdiger Aufnahmen in der Kategorie Best Female Rock Vocal Performance an. Obwohl der Award seit 2005 nicht mehr in dieser Kategorie vergeben wurde, wurde ihre Auflösung bislang nicht offiziell bekannt gegeben. 2012 ging nach einer Neustrukturierung der Grammy Award for Best Solo Rock Vocal Performance gemeinsam mit weiteren Kategorien in den Grammy Award for Best Rock Performance auf.

## Gewinnerinnen und nominierte Künstlerinnen
In der folgenden Tabelle werden die Gewinnerinnen und Nominierten des Grammy Award for Best Female Rock Vocal Performance mit den ausgezeichneten Werken gelistet. Dabei werden Alben hinter dem Titel gekennzeichnet.
| Jahr | Künstlerin        | Nationalität                                        | Werk | Weitere nominierte Künstlerinnen     | Bilder der Künstlerinnen |
| ---- | ----------------- | --------------------------------------------------- | --- | ------------------------------------ | ------------------------ |
| 1980 | Donna Summer      | Vereinigte Staaten Hot Stuff (Album)                | - Cindy Bullens – Survivor - Rickie Lee Jones – The Last Chance Texaco - Bonnie Raitt – You’re Gonna Get What’s Coming - Carly Simon – Vengeance - Tanya Tucker – TNT (Album) | Donna Summer (2005)                  |                          |
| 1981 | Pat Benatar       | Vereinigte Staaten Crimes of Passion (Album)        | - Joan Armatrading – How Cruel (Album) - Marianne Faithfull – Broken English (Album) - Linda Ronstadt – How Do I Make You - Grace Slick – Dreams (Album)                      | Pat Benatar (2007)                   |                          |
| 1982 | Pat Benatar       | Vereinigte Staaten Fire and Ice                     | - Donna Summer – Cold Love - Stevie Nicks – Edge of Seventeen - Yoko Ono – Walking on Thin Ice - Lulu – Who’s Foolin’ Who                                                     |                                      |                          |
| 1983 | Pat Benatar       | Vereinigte Staaten Shadows of the Night             | - Kim Carnes – Voyeur - Linda Ronstadt – Get Closer - Bonnie Raitt – Green Light (Album) - Donna Summer – Protection                                                          |                                      |                          |
| 1984 | Pat Benatar       | Vereinigte Staaten Love Is a Battlefield            | - Joan Armatrading – The Key (Album) - Kim Carnes – Invisible Hands - Stevie Nicks – Stand Back - Bonnie Tyler – Faster Than the Speed of Night (Album)                       |                                      |                          |
| 1985 | Tina Turner       | Vereinigte Staaten Better Be Good to Me             | - Lita Ford – Dancin’ on the Edge (Album) - Bonnie Tyler – Here She Comes - Wendy O. Williams – W.O.W. (Album) - Pia Zadora – Rock It Out                                     | Tina Turner (1985)                   |                          |
| 1986 | Tina Turner       | Vereinigte Staaten One of the Living                | - Pat Benatar – Invincible - Melba Moore – Read My Lips - Nona Hendryx – Rock This House - Cyndi Lauper – What a Thrill                                                       | Tina Turner (1984)                   |                          |
| 1987 | Tina Turner       | Vereinigte Staaten Back Where You Started           | - Pat Benatar – Sex as a Weapon - Cyndi Lauper – 911 - Stevie Nicks – Talk to Me - Bonnie Raitt – No Way to Treat a Lady                                                      |                                      |                          |
| 1988 | —                 | —                                                   | — | —                                    |                          |
| 1989 | Tina Turner       | Vereinigte Staaten Tina Live in Europe (Live-Album) | - Pat Benatar – All Fired Up - Toni Childs – Don’t Walk Away - Melissa Etheridge – Bring Me Some Water - Sinéad O’Connor – The Lion and the Cobra (Album)                     | Tina Turner bei einem Konzert (1989) |                          |
| 1990 | Bonnie Raitt      | Vereinigte Staaten Nick of Time (Album)             | - Pat Benatar – Let’s Stay Together - Melissa Etheridge – Brave and Crazy (Album) - Cyndi Lauper – I Drove All Night - Tina Turner – Foreign Affair                           | Bonnie Raitt                         |                          |
| 1991 | Alannah Myles     | Kanada Black Velvet                                 | - Melissa Etheridge – The Angels - Janet Jackson – Black Cat - Stevie Nicks – Whole Lotta Trouble - Tina Turner – Steamy Windows                                              | Alannah Myles                        |                          |
| 1992 | —                 | —                                                   | — | —                                    |                          |
| 1993 | Melissa Etheridge | Vereinigte Staaten Ain’t It Heavy                   | - Lita Ford – Shot of Poison - Alison Moyet – It Won’t Be Long - Alannah Myles – Rockinghorse (Album) - Tina Turner – The Bitch Is Back                                       | Melissa Etheridge (2008)             |                          |
| 1994 | —                 | —                                                   | — | —                                    |                          |
| 1995 | Melissa Etheridge | Vereinigte Staaten Come to My Window                | - Sheryl Crow – I’m Gonna Be a Wheel Someday - Liz Phair – Supernova - Sam Philips – Circle of Fire - Bonnie Raitt – Love Sneakin’ Up on You                                  |                                      |                          |
| 1996 | Alanis Morissette | Kanada You Oughta Know                              | - Toni Childs – Lay Down Your Pain - PJ Harvey – Down by the Water - Joan Osborne – St. Teresa - Liz Phair – Don’t Have Time                                                  | Alanis Morissette (2008)             |                          |
| 1997 | Sheryl Crow       | Vereinigte Staaten If It Makes You Happy            | - Tracy Bonham – Mother Mother - Tracy Chapman – Give Me One Reason - Joan Osbourne – Spider Web - Bonnie Raitt – Burning Down the House                                      | Sheryl Crow (2006)                   |                          |
| 1998 | Fiona Apple       | Vereinigte Staaten Criminal                         | - Meredith Brooks – Bitch - Ani DiFranco – Shy - Abra Moore – Four Leaf Clover - Patti Smith – 1959                                                                           | Fiona Apple                          |                          |
| 1999 | Alanis Morissette | Kanada Uninvited                                    | - Tori Amos – Raspberry Swirl - Sheryl Crow – There Goes the Neighborhood - Ani DiFranco – Glass House - Lucinda Williams – Can’t Let Go                                      | Alanis Morissette (2004)             |                          |
| 2000 | Sheryl Crow       | Vereinigte Staaten Sweet Child o’ Mine              | - Tori Amos – Bliss - Ani DiFranco – Jukebox - Melissa Etheridge – Angels Would Fall - Sarah McLachlan – Possession                                                           | Sheryl Crow (2005)                   |                          |
| 2001 | Sheryl Crow       | Vereinigte Staaten There Goes the Neighborhood      | - Fiona Apple – Paper Bag - Melissa Etheridge – Enough of Me - Alanis Morissette – So Pure - Patti Smith – Glitter in Their Eyes                                              | Sheryl Crow (2007)                   |                          |
| 2002 | Lucinda Williams  | Vereinigte Staaten Get Right with God               | - Tori Amos – Strange Little Girls (Album) - Melissa Etheridge – I Want to Be in Love - PJ Harvey – This Is Love - Stevie Nicks – Planets of the Universe                     | Lucinda Williams (2007)              |                          |
| 2003 | Sheryl Crow       | Vereinigte Staaten Steve McQueen                    | - Melissa Etheridge – The Weakness in Me - Avril Lavigne – Sk8er Boi - Bonnie Raitt – Gnawin’ on It - Susan Tedeschi – Alone                                                  |                                      |                          |
| 2004 | Pink              | Vereinigte Staaten Trouble                          | - Michelle Branch – Are You Happy Now? - Avril Lavigne – Losing Grip - Bonnie Raitt – Time of Our Lives - Lucinda Williams – Righteously                                      | Pink (2006)                          |                          |

## Statistik

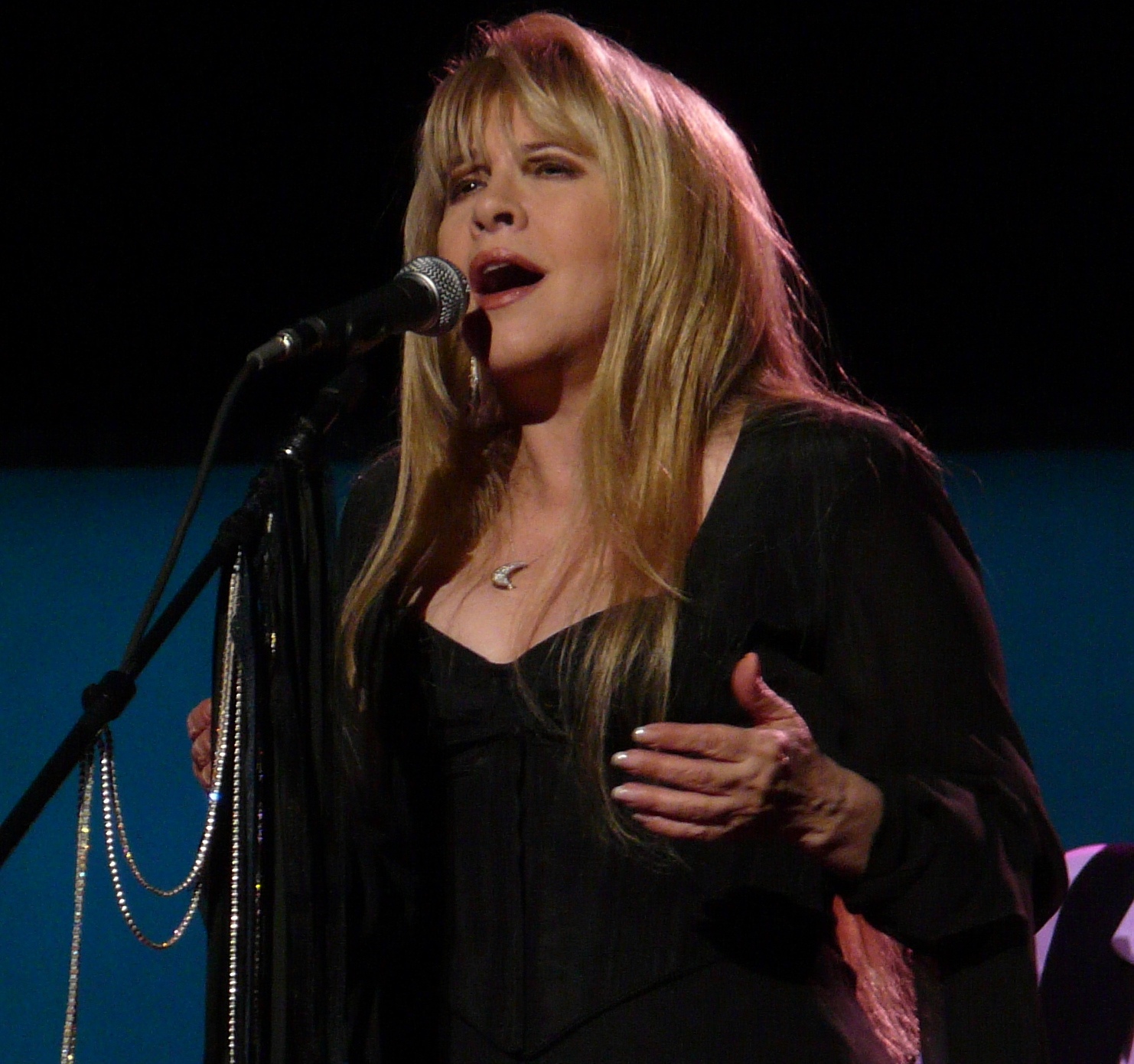
Stevie Nicks wurde fünfmal für den Preis nominiert, hat ihn jedoch nie bekommen.

Den Rekord für die meisten Verleihungen in dieser Kategorie halten Pat Benatar, Sheryl Crow und Tina Turner mit jeweils vier Auszeichnungen, Melissa Etheridge und Alanis Morissette erhielten den Preis jeweils zweimal. Der Song There Goes the Neighborhood von Sheryl Crow wurde zweimal nominiert, einmal als Version von dem Album The Globe Sessions 1999, wo er sich nicht gegen den Song Uninvited von Alanis Morissette durchsetzen konnte, sowie in einer Live-Version von dem Album Sheryl Crow and Friends: Live from Central Park im Jahr 2001, mit der sie den Grammy gewann. Stevie Nicks wurde fünfmal für den Preis nominiert, hat ihn jedoch nie bekommen. Die meisten Verleihungen des Awards gingen an Amerikanerinnen, mit zwei Siegen von Alanis Morissette und einem von Alannah Myles wurde er dreimal an Sängerinnen aus Kanada vergeben.